# Bào tử đông

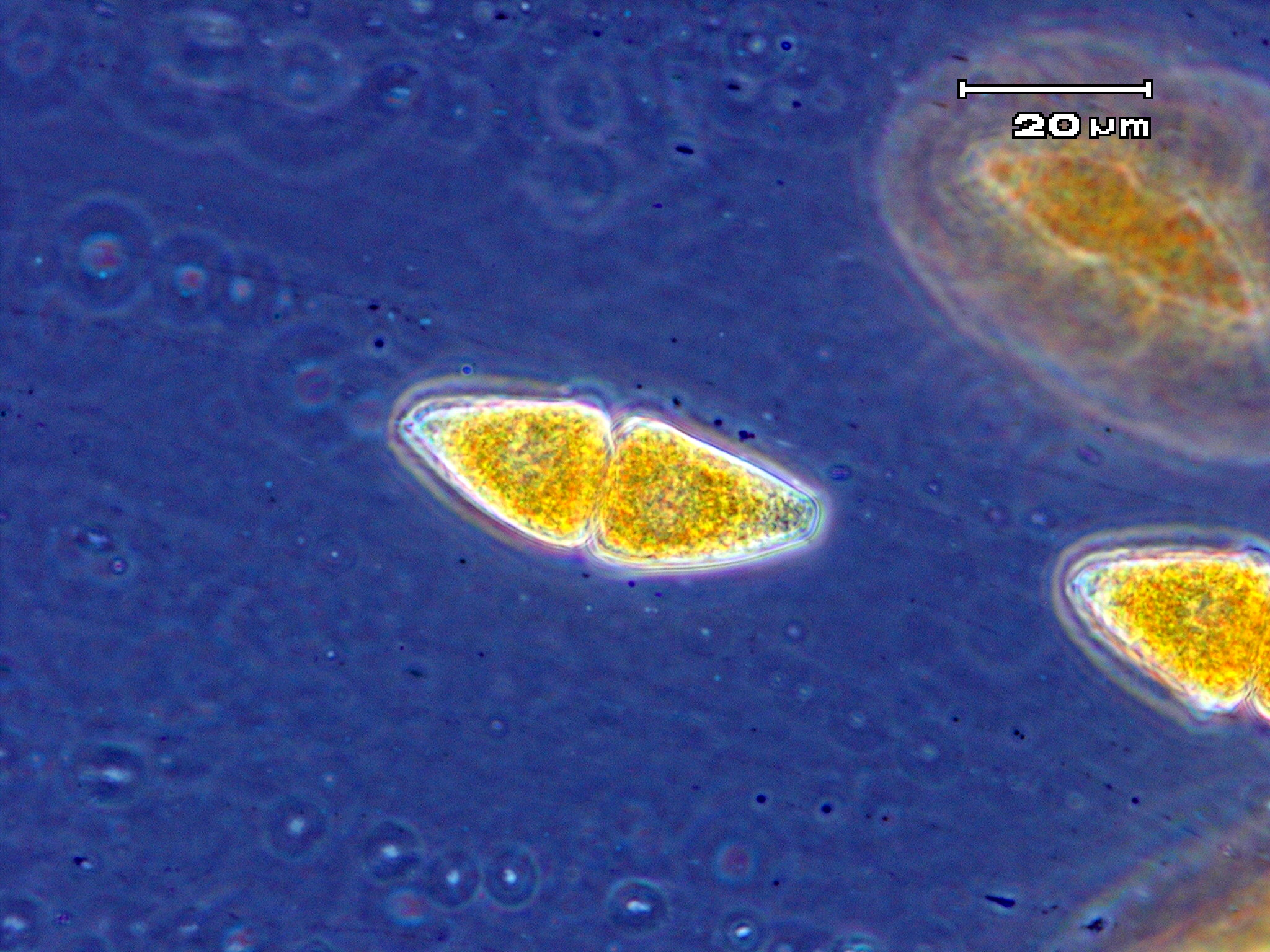
Bào tử đông hai tế bào của Gymnosporangium globosum

Bào tử đông (tiếng Anh: teliospore; đôi khi được gọi teleutospore) là bào tử bất động vách dày ở nấm (nấm gỉ và nấm than), nơi đảm hình thành.

## Phát triển
Nó phát triển trong túi bào tử đông (telia, số ít: telium hoặc teliosorus). Các nhóm telial là nhóm vật chủ chính trong nấm gỉ heteroecious. Nhóm aecial là nhóm phụ (xem pycnia và túi bào tử gỉ). Cả hai nhóm vật chủ này điều cần thiết cho loại nấm gỉ heteroecious hoàn thành vòng đời của nó.